# Jeux européens en salle 1966
Navigation
Édition suivante
Les 1ers Jeux européens en salle sont une compétition d’athlétisme qui s’est déroulée le 26 mars 1966 à Dortmund, en Allemagne de l'Ouest. 21 épreuves figurent au programme (13 masculines et 8 féminines).
| Courses : 60 m - 400 m - 800 m - 1 500 m - 3 000 m Obstacles : 60 m haies Sauts : Hauteur - Longueur - Triple saut - Perche Lancers : Poids Relais : 4 × 1 tour - 4 × 2 tours - 1+2+3+4 tours |

## Résultats

### 60 m
| Rang | Pays                 | Athlète              | Temps |
| ---- | -------------------- | -------------------- | ----- |
| 1    | Royaume-Uni          | Barrie Kelly         | 6 s 6 |
| 2    | Allemagne de l'Est   | Karl-Heinz Erbstößer | 6 s 6 |
| 3    | Union soviétique     | Viktor Kassatkin     | 6 s 6 |
| 4    | Allemagne de l'Ouest | Jürgen Schröter      | 6 s 7 |
| 5    | Espagne              | Ramon Magarinos      | 6 s 8 |
| 6    | Suisse               | Hans Hönger          | 6 s 8 |

| Rang | Pays                 | Athlète           | Temps |
| ---- | -------------------- | ----------------- | ----- |
| 1    | Hongrie              | Margit Nemesházi  | 7 s 3 |
| 2    | Union soviétique     | Galina Mitrochina | 7 s 3 |
| 3    | Royaume-Uni          | Mary Rand         | 7 s 4 |
| 4    | Allemagne de l'Ouest | Dorothee Sander   | 7 s 4 |
| 5    | Allemagne de l'Ouest | Hannelore Trabert | 7 s 5 |
| 6    | Yougoslavie          | Liljana Petnjaric | 7 s 5 |

### 400 m
| Rang | Pays                 | Athlète            | Temps  |
| ---- | -------------------- | ------------------ | ------ |
| 1    | Allemagne de l'Est   | Hartmut Koch       | 47 s 9 |
| 2    | Allemagne de l'Ouest | Manfred Kinder     | 48 s 3 |
| 3    | Union soviétique     | Vassiliy Anissimov | 49 s 0 |
| 4    | Royaume-Uni          | Nicolas Overhead   | 49 s 0 |

| Rang | Pays                 | Athlète          | Temps  |
| ---- | -------------------- | ---------------- | ------ |
| 1    | Allemagne de l'Ouest | Helga Henning    | 56 s 9 |
| 2    | Tchécoslovaquie      | Libuse Macounová | 57 s 2 |
| 3    | Irlande              | Maeve Kyle       | 57 s 3 |
| 4    | Allemagne de l'Ouest | Christine Linz   | 57 s 7 |

### 800 m
| Rang | Pays                 | Athlète          | Temps        |
| ---- | -------------------- | ---------------- | ------------ |
| 1    | Irlande              | Noel Carroll     | 1 min 49 s 7 |
| 2    | Tchécoslovaquie      | Tomás Jungwirth  | 1 min 50 s 8 |
| 3    | Allemagne de l'Ouest | Herbert Missalla | 1 min 51 s 0 |
| 4    | Espagne              | Alberto Esteban  | 1 min 51 s 3 |
| 5    | France               | Gérard Vervoort  | 1 min 52 s 4 |
| 6    | Hongrie              | Imre Nagy        | 1 min 52 s 9 |
| 7    | Allemagne de l'Ouest | Arnd Krüger      | DNF          |

| Rang | Pays                 | Athlète           | Temps        |
| ---- | -------------------- | ----------------- | ------------ |
| 1    | Hongrie              | Zsuzsa Szabó-Nagy | 2 min 07 s 9 |
| 2    | Allemagne de l'Ouest | Karin Keßler      | 2 min 10 s 8 |
| 3    | Tchécoslovaquie      | Marie Ingrová     | 2 min 11 s 6 |
| 4    | Allemagne de l'Ouest | Anni Pede         | 2 min 12 s 9 |
| 5    | Danemark             | Jette Andersen    | 2 min 13 s 8 |
| 6    | Suisse               | Ursula Brodbeck   | 2 min 17 s 4 |

### 1 500 m
| Rang | Pays                 | Athlète           | Performance  |
| ---- | -------------------- | ----------------- | ------------ |
| 1    | Royaume-Uni          | John Whetton      | 3 min 43 s 8 |
| 2    | Union soviétique     | Oleg Rayko        | 3 min 46 s 7 |
| 3    | Suède                | Ulf Högberg       | 3 min 47 s 2 |
| 4    | Allemagne de l'Ouest | Karl Eyerkaufer   | 3 min 47 s 3 |
| 5    | Allemagne de l'Ouest | Klaus Prenner     | 3 min 48 s 3 |
| 6    | Italie               | Francesco Bianchi | 3 min 49 s 9 |
| 7    | Belgique             | Claude Damoiseaux | 3 min 57 s 5 |
| 8    | Espagne              | Jorge González    | 4 min 06 s 4 |

### 3 000 m
| Rang | Pays                 | Athlète            | Temps        |
| ---- | -------------------- | ------------------ | ------------ |
| 1    | Allemagne de l'Ouest | Harald Norpoth     | 7 min 56 s 0 |
| 2    | Allemagne de l'Est   | Siegfried Herrmann | 7 min 57 s 2 |
| 3    | Hongrie              | István Kiss        | 8 min 05 s 0 |
| 4    | Royaume-Uni          | Alan Simpson       | 8 min 06 s 6 |
| 5    | Allemagne de l'Ouest | Werner Girke       | 8 min 06 s 6 |
| 6    | Suède                | Anders Gärderud    | 8 min 12 s 8 |

### 60 m haies
| Rang | Pays                 | Athlète                | Temps      |
| ---- | -------------------- | ---------------------- | ---------- |
| 1    | Italie               | Eddy Ottoz             | 7 s 7 (RM) |
| 2    | Royaume-Uni          | Mike Parker            | 7 s 8      |
| 3    | Allemagne de l'Ouest | Hinrich John           | 7 s 9      |
| 4    | Union soviétique     | Vyacheslav Skomorochov | 7 s 9      |
| 5    | Italie               | Giovanni Cornacchia    | 7 s 9      |
| 6    | Tchécoslovaquie      | Milan Cecman           | 8 s 0      |

| Rang | Pays                 | Athlète            | Temps |
| ---- | -------------------- | ------------------ | ----- |
| 1    | Union soviétique     | Irina Press        | 8 s 1 |
| 2    | Allemagne de l'Est   | Gundula Diel       | 8 s 4 |
| 3    | Allemagne de l'Ouest | Inge Schell        | 8 s 4 |
| 4    | France               | Marlène Canguio    | 8 s 5 |
| 5    | France               | Françoise Masse    | 8 s 5 |
| 6    | Tchécoslovaquie      | Alena Hiltscherová | 8 s 6 |

### Saut en hauteur
| Rang | Pays                 | Athlète               | Performance |
| ---- | -------------------- | --------------------- | ----------- |
| 1    | Union soviétique     | Valeriy Skvortsov     | 2,17 m      |
| 2    | Allemagne de l'Ouest | Wolfgang Schillkowski | 2,11 m      |
| 3    | Suède                | Kjell-Åke Nilsson     | 2,08 m      |
| 4    | Tchécoslovaquie      | Rudolf Baudis         | 2,08 m      |
| 5    | Allemagne de l'Ouest | Ingomar Sieghart      | 2,05 m      |
| 6    | Yougoslavie          | Branko Vivod          | 2,05 m      |
| 7    | Islande              | Jon T. Olafsson       | 2,00 m      |
| 8    | Danemark             | Benny Andreassen      | 2,00 m      |

| Rang | Pays                 | Athlète           | Performance |
| ---- | -------------------- | ----------------- | ----------- |
| 1    | Roumanie             | Iolanda Balas     | 1,76 m      |
| 2    | Yougoslavie          | Olga Gere-Pulic   | 1,73 m      |
| 3    | Allemagne de l'Ouest | Ilia Hans         | 1,65 m      |
| 4    | Royaume-Uni          | Mary Rand         | 1,65 m      |
| 5    | France               | Geneviève Laureau | 1,65 m      |
| 6    | Yougoslavie          | Nevanka Mrinjek   | 1,65 m      |
| 7    | Pays-Bas             | Marjan Thomas     | 1,60 m      |
| 8    | Tchécoslovaquie      | Marie Faithova    | 1,60 m      |

### Saut en longueur
| Rang | Pays                 | Athlète             | Performance |
| ---- | -------------------- | ------------------- | ----------- |
| 1    | Union soviétique     | Igor Ter-Ovanessian | 8,23 m (RM) |
| 2    | Allemagne de l'Ouest | Armin Baumert       | 7,79 m      |
| 3    | Allemagne de l'Ouest | Jochen Eigenherr    | 7,63 m      |
| 4    | Espagne              | Luis Felipe Areta   | 7,52 m      |
| 5    | France               | Jean Cochard        | 7,44 m      |
| 6    | Allemagne de l'Ouest | Hermann Latzel      | 7,43 m      |

| Rang | Pays                 | Athlète              | Performance |
| ---- | -------------------- | -------------------- | ----------- |
| 1    | Union soviétique     | Tatyana Shchelkanova | 6,73 m (RM) |
| 2    | Royaume-Uni          | Mary Rand            | 6,53 m      |
| 3    | Allemagne de l'Ouest | Heidemarie Rosendahl | 6,49 m      |
| 4    | Roumanie             | Viorica Viscopoleanu | 6,01 m      |
| 5    | Norvège              | Oddrun Hökland       | 5,93 m      |
| 6    | Suisse               | Meta Antenen         | 5,83 m      |

### Triple saut
| Rang | Pays                 | Athlète              | Performance |
| ---- | -------------------- | -------------------- | ----------- |
| 1    | Roumanie             | Serban Ciochina      | 16,43 m     |
| 2    | Allemagne de l'Ouest | Michael Sauer        | 16,35 m     |
| 3    | Tchécoslovaquie      | Petr Nemsovský       | 16,28 m     |
| 4    | Italie               | Giuseppe Gentile     | 16,25 m     |
| 5    | Allemagne de l'Est   | Hans-Jürgen Rückborn | 15,96 m     |
| 6    | Hongrie              | Henrik Kalocsai      | 15,84 m     |

### Saut à la perche
| Rang | Pays                 | Athlète            | Performance |
| ---- | -------------------- | ------------------ | ----------- |
| 1    | Union soviétique     | Gennadiy Blisnezov | 4,90 m      |
| 2    | Tchécoslovaquie      | Rudolf Tomásek     | 4,80 m      |
| 3    | Allemagne de l'Ouest | Rainer Liese       | 4,70 m      |
| 4    | Union soviétique     | Igor Feld          | 4,60 m      |
| 5    | Espagne              | Miguel Consegal    | 4,40 m      |
| 6    | Allemagne de l'Ouest | Claus Schiprowski  | 4,40 m      |
| 7    | France               | Maurice Houvion    | 4,40 m      |
| 8    | Belgique             | Daniel Borrey      | 4,40 m      |

### Lancer du poids
| Rang | Pays               | Athlète             | Performance |
| ---- | ------------------ | ------------------- | ----------- |
| 1    | Hongrie            | Vilmos Varjú        | 19,05 m     |
| 2    | Allemagne de l'Est | Dieter Hoffmann     | 18,25 m     |
| 3    | Tchécoslovaquie    | Jiří Skobla         | 18,08 m     |
| 4    | Yougoslavie        | Tomislav Suker      | 17,88 m     |
| 5    | Tchécoslovaquie    | Jaroslav Smid       | 17,71 m     |
| 6    | Suède              | Bengt Christiansson | 17,23 m     |

| Rang | Pays                 | Athlète           | Performance |
| ---- | -------------------- | ----------------- | ----------- |
| 1    | Allemagne de l'Est   | Margitta Gummel   | 17,30 m     |
| 2    | Union soviétique     | Tamara Press      | 17,00 m     |
| 3    | Union soviétique     | Nadezhda Chizhova | 16,95 m     |
| 4    | Union soviétique     | Irina Press       | 16,38 m     |
| 5    | Hongrie              | Judith Bognar     | 15,90 m     |
| 6    | Allemagne de l'Ouest | Marlene Klein     | 15,63 m     |

### Relais
| Rang | Pays                 | Athlète                                                  | Temps        |
| ---- | -------------------- | -------------------------------------------------------- | ------------ |
| 1    | Allemagne de l'Ouest | Jörg Jüttner Rainer Kunter Hans Reinermann Jens Ulbricht | 2 min 30 s 1 |
| 2    | Tchécoslovaquie      | Miroslav Veruk Juraj Demec Ladislav Kriz Josef Trousil   | 2 min 31 s 0 |

| Rang | Pays                 | Athlète                                                         | Performance  |
| ---- | -------------------- | --------------------------------------------------------------- | ------------ |
| 1    | Allemagne de l'Ouest | Renate Meyer Erika Rost Hannelore Trabert Kirsten Roggenkamp    | 1 min 18 s 4 |
| 2    | Yougoslavie          | Ljiljana Petnjaric Marjana Lubej Jelisaveta Djanic Olga Sikovec | 1 min 21 s 7 |
| 3    | Tchécoslovaquie      | Libuse Macounová Alena Hiltscherová Eva Kucmanová Eva Lehocká   | 1 min 22 s 3 |

| Rang | Pays                 | Athlète                                                                | Temps        |
| ---- | -------------------- | ---------------------------------------------------------------------- | ------------ |
| 1    | Allemagne de l'Ouest | Leonhard Händl Werner Krönke Rolf Krüsmann Jürgen Schröter             | 3 min 22 s 0 |
| 2    | Italie               | Bruno Bianchi Sergio Bello Sergio Ottolina Ippolito Giani              | 3 min 22 s 2 |
| 3    | Belgique             | Werner Oijzers Willy Vandewyngaerden Georges Wijnants Albert van Hoorn | 3 min 27 s 2 |

## Légende
- RE : Record d'Europe
- RC : Record des Championnats
- RN : Record national
- disq. : Disqualification
- ab. : Abandon
- DNF : n'a pas fini la course